# アイスホッケー世界選手権
アイスホッケー世界選手権(アイスホッケーせかいせんしゅけん、IIHF World Championships)は、アイスホッケーの実質上世界一決定戦の大会で、毎年開催される。

## 歴史
大会の前身はアイスホッケー欧州選手権で、1910年から始まった。1968年までは冬季オリンピックと世界選手権を兼ねて行われていた。
戦前はカナダが8回の優勝を成し遂げた（このときシニアのアマチュアチームとして代表を送られていた）。1940年から46年まで第二次世界大戦のため中止となる。
カナダチームは戦後もトップの座に君臨し続けたが、ソ連が大会に加わった1954年から、選手権はますます競争的になり、そしてチェコスロバキアとスウェーデンも技術レベルを向上させ、優勝争いに加わるようになった。
アマチュアの地位のままだった最高レベルのヨーロッパ人選手が世界選手権に参加できていた間、NHLの選手は長年にわたり出場を禁止されていた。大多数のNHL選手がカナダの国民であったため、カナダの選手に対する差別的措置とみなされた。
ヨーロッパチームの台頭によって、カナダ・アマチュアホッケー連盟（CAHA）は、もはやアマチュア選手のみではヨーロッパ諸国と対等に戦うことができないと考え、プロ選手の参加を求めた。1969年の国際アイスホッケー連盟総会で1970年世界選手権におけるNHLに所属していないプロ選手9名の参加を認める決議を採択し、また1970年世界選手権のカナダ開催を決定した。しかしプロ選手参加の決定は1970年1月に覆された。IOCはオリンピックの場でプロとアマチュアが一緒に競うことに反対の見解を表明した。この決定に反発したカナダは世界選手権大会の開催を辞退し（かわりにスウェーデンで開催）、また1972年大会および1976年冬季オリンピックに参加しなかった。
近年の世界選手権ではフィンランド、チェコ、カナダ、ロシアなどが優勝している。しかしロシアのウクライナ侵攻で、2022年フィンランド大会ではロシアと支援したベラルーシを追放。同時に2023年ロシア大会開催権剥奪も決定した。

## 大会の方式
大会は5つのディビジョンに分かれ、頂点であるトップディビジョン（世界一決定戦）、ディビジョンI、ディビジョンII、ディビジョンIII、ディビジョンIVに分かれている。
なお、ディビジョンI、ディビジョンIIはそれぞれA, Bのグループに分かれており、同じディビジョンでもグループAの方がグループBよりも上位のグループであるため、実質的には6部に分かれているといえる。
トップディビジョンの1次リーグは16カ国を2組に分け最下位のチームがディビジョンIグループAに降格、上位4チームが決勝トーナメントに進出、世界一を決める。代わりにディビジョンIグループA（2部相当）の上位2カ国が昇格する。

## 歴代メダル獲得国
オリンピックを兼ねた大会についてはオリンピックのアイスホッケー競技を参照。
| 年                                        | 金                         | 銀                         | 銅                         |
| ----------------------------------------- | -------------------------- | -------------------------- | -------------------------- |
| 1930                                      | カナダ                     | ドイツ                     | スイス                     |
| 1931                                      | カナダ                     | アメリカ合衆国             | オーストリア               |
| 1933                                      | アメリカ合衆国             | カナダ                     | チェコスロバキア           |
| 1934                                      | カナダ                     | アメリカ合衆国             | ドイツ                     |
| 1935                                      | カナダ                     | スイス                     | イギリス                   |
| 1937                                      | カナダ                     | イギリス                   | スイス                     |
| 1938                                      | カナダ                     | イギリス                   | チェコスロバキア           |
| 1939                                      | カナダ                     | アメリカ合衆国             | スイス                     |
| 1940年-1946年の間第二次世界大戦のため中断 |                            |                            |                            |
| 1947                                      | チェコスロバキア           | スウェーデン               | オーストリア               |
| 1949                                      | チェコスロバキア           | カナダ                     | アメリカ合衆国             |
| 1950                                      | カナダ                     | アメリカ合衆国             | スイス                     |
| 1951                                      | カナダ                     | スウェーデン               | スイス                     |
| 1953                                      | スウェーデン               | 西ドイツ                   | スイス                     |
| 1954                                      | ソビエト連邦               | カナダ                     | スウェーデン               |
| 1955                                      | カナダ                     | ソビエト連邦               | チェコスロバキア           |
| 1957                                      | スウェーデン               | ソビエト連邦               | チェコスロバキア           |
| 1958                                      | カナダ                     | ソビエト連邦               | スウェーデン               |
| 1959                                      | カナダ                     | ソビエト連邦               | チェコスロバキア           |
| 1961                                      | カナダ                     | チェコスロバキア           | ソビエト連邦               |
| 1962                                      | スウェーデン               | カナダ                     | アメリカ合衆国             |
| 1963                                      | ソビエト連邦               | スウェーデン               | チェコスロバキア           |
| 1965                                      | ソビエト連邦               | チェコスロバキア           | スウェーデン               |
| 1966                                      | ソビエト連邦               | チェコスロバキア           | カナダ                     |
| 1967                                      | ソビエト連邦               | スウェーデン               | カナダ                     |
| 1969                                      | ソビエト連邦               | スウェーデン               | チェコスロバキア           |
| 1970                                      | ソビエト連邦               | スウェーデン               | チェコスロバキア           |
| 1971                                      | ソビエト連邦               | チェコスロバキア           | スウェーデン               |
| 1972                                      | チェコスロバキア           | ソビエト連邦               | スウェーデン               |
| 1973                                      | ソビエト連邦               | スウェーデン               | チェコスロバキア           |
| 1974                                      | ソビエト連邦               | チェコスロバキア           | スウェーデン               |
| 1975                                      | ソビエト連邦               | チェコスロバキア           | スウェーデン               |
| 1976                                      | チェコスロバキア           | ソビエト連邦               | スウェーデン               |
| 1977                                      | チェコスロバキア           | スウェーデン               | ソビエト連邦               |
| 1978                                      | ソビエト連邦               | チェコスロバキア           | カナダ                     |
| 1979                                      | ソビエト連邦               | チェコスロバキア           | スウェーデン               |
| 1981                                      | ソビエト連邦               | スウェーデン               | チェコスロバキア           |
| 1982                                      | ソビエト連邦               | チェコスロバキア           | カナダ                     |
| 1983                                      | ソビエト連邦               | チェコスロバキア           | カナダ                     |
| 1985                                      | チェコスロバキア           | カナダ                     | ソビエト連邦               |
| 1986                                      | ソビエト連邦               | スウェーデン               | カナダ                     |
| 1987                                      | スウェーデン               | ソビエト連邦               | チェコスロバキア           |
| 1989                                      | ソビエト連邦               | カナダ                     | チェコスロバキア           |
| 1990                                      | ソビエト連邦               | スウェーデン               | チェコスロバキア           |
| 1991                                      | スウェーデン               | カナダ                     | ソビエト連邦               |
| 1992                                      | スウェーデン               | フィンランド               | チェコスロバキア           |
| 1993                                      | ロシア                     | スウェーデン               | チェコ                     |
| 1994                                      | カナダ                     | フィンランド               | スウェーデン               |
| 1995                                      | フィンランド               | スウェーデン               | カナダ                     |
| 1996                                      | チェコ                     | カナダ                     | アメリカ合衆国             |
| 1997                                      | カナダ                     | スウェーデン               | チェコ                     |
| 1998                                      | スウェーデン               | フィンランド               | チェコ                     |
| 1999                                      | チェコ                     | フィンランド               | スウェーデン               |
| 2000                                      | チェコ                     | スロバキア                 | フィンランド               |
| 2001                                      | チェコ                     | フィンランド               | スウェーデン               |
| 2002                                      | スロバキア                 | ロシア                     | スウェーデン               |
| 2003                                      | カナダ                     | スウェーデン               | スロバキア                 |
| 2004                                      | カナダ                     | スウェーデン               | アメリカ合衆国             |
| 2005                                      | チェコ                     | カナダ                     | ロシア                     |
| 2006                                      | スウェーデン               | チェコ                     | フィンランド               |
| 2007                                      | カナダ                     | フィンランド               | ロシア                     |
| 2008                                      | ロシア                     | カナダ                     | フィンランド               |
| 2009                                      | ロシア                     | カナダ                     | スウェーデン               |
| 2010                                      | チェコ                     | ロシア                     | スウェーデン               |
| 2011                                      | フィンランド               | スウェーデン               | チェコ                     |
| 2012                                      | ロシア                     | スロバキア                 | チェコ                     |
| 2013                                      | スウェーデン               | スイス                     | アメリカ合衆国             |
| 2014                                      | ロシア                     | フィンランド               | スウェーデン               |
| 2015                                      | カナダ                     | ロシア                     | アメリカ合衆国             |
| 2016                                      | カナダ                     | フィンランド               | ロシア                     |
| 2017                                      | スウェーデン               | カナダ                     | ロシア                     |
| 2018                                      | スウェーデン               | スイス                     | アメリカ合衆国             |
| 2019                                      | フィンランド               | カナダ                     | ロシア                     |
| 2020                                      | 新型コロナ大流行のため中止 | 新型コロナ大流行のため中止 | 新型コロナ大流行のため中止 |
| 2021                                      | カナダ                     | フィンランド               | アメリカ合衆国             |
| 2022                                      | フィンランド               | カナダ                     | チェコ                     |
| 2023                                      | カナダ                     | ドイツ                     | ラトビア                   |
| 2024                                      | チェコ                     | スイス                     | スウェーデン               |
| 2025                                      | アメリカ合衆国             | スイス                     | スウェーデン               |

国別メダル獲得数
以下の表には、上記の表の世界選手権の他、世界選手権を兼ねて行われたオリンピックのメダル獲得数を含まない。
| 国                          | 金      | 銀      | 銅      | 計       |
| --------------------------- | ------- | ------- | ------- | -------- |
| カナダ                      | 27      | 16      | 9       | 52       |
| ロシア · ソビエト連邦 ·     | 5 22 28 | 3 7 10  | 5 10    | 13 34 47 |
| チェコ · チェコスロバキア · | 7 6 13  | 1 12 13 | 6 16 22 | 14 34 48 |
| スウェーデン                | 11      | 19      | 18      | 48       |
| フィンランド                | 4       | 9       | 3       | 16       |
| アメリカ合衆国              | 2       | 9       | 9       | 20       |
| イギリス                    | 1       | 2       | 2       | 5        |
| スロバキア                  | 1       | 2       | 1       | 4        |
| スイス                      | 0       | 4       | 8       | 12       |
| ドイツ · 西ドイツ ·         | 0       | 1 2     | 2 0 2   | 3 1 4    |
| オーストリア                | 0       | 0       | 2       | 2        |